# Ip Man – A védelmező
Ip Man – A védelmező (eredeti cím: Ip Man 3) 2015-ben bemutatott hongkongi harcművészeti film, melyet Wilson Yip rendezett és Raymond Wong készített.
2015. december 16-án mutatták be.

## Szereplők
(Zárójelben a magyar hangok feltüntetve)
- Donnie Yen – Ip Man (葉問), egy szerény kínai Wing Chun mester, eredetileg Foshából. (Háda János)
- Zhang Jin – Cheung Tin-chi (張天志) más néven Sum Nung,[4][5] harcművész ugyanabból a Wing Chun törzsből, mint Ip Man. Riksával való fuvarozásból él, és arra törekszik, hogy meghaladja Ip Man-t, mint híres Wing Chun tanár. Ip Man Wing Chunjával ellentétben kevésbé visszafogott. (Király Adrián)
- Lynn Hung – Cheung Wing-sing (張永成), Ip Man felesége és két fiuk, Ip Chun és Ip Ching anyja.
- Patrick Tam – Ma King-sang (馬鯨笙), a helyi triád vezetője és volt harcművészeti tanítvány. (Moser Károly)
- Karena Ng – Miss Wong (黃老師), Ip Ching iskolai tanára.
- Kent Cheng – duci Po (肥波), a brit hongkongi rendőrség vezetője és Ip Man barátja. (Németh Gábor)
- Bryan Leung – Tin Ngo-san (田傲山), egy helyi harcművész mester és esernyő árus.
- Louis Cheung – Tsui Lik (徐力), Ip Man diákja.
- Kwok-Kwan Chan – Bruce Lee (李小龍). (Czető Roland)
- Mike Tyson – Frank, amerikai ingatlanfejlesztő és gyakorlott bokszoló, aki a helyi triádokhoz tartozik. (Bolla Róbert)
- Tats Lau – Iskolaigazgató.
- Babyjohn Choi – Újságíró riporter.
- Yu Kang – Tam mester.
- Lo Mang – Law mester, aki szintén megjelent az előző filmben.
- Leung Siu-hung – Lee mester.
- Chen Chao – Chan mester.
- Simon Kuke – Suchart, a thai bokszoló.